# Іст-Сірак'юс (Нью-Йорк)
Іст-Сірак'юс (англ. East Syracuse) — селище (англ. village) в США, в окрузі Онондага штату Нью-Йорк. Населення — 3078 осіб (2020).

## Географія
Іст-Сірак'юс розташований за координатами 43°3′49″ пн. ш. 76°4′11″ зх. д. / 43.06361° пн. ш. 76.06972° зх. д. (43.063723, -76.069710).  За даними Бюро перепису населення США в 2010 році селище мало площу 4,20 км², уся площа — суходіл.

## Демографія
Згідно з переписом 2010 року, у селищі мешкали 3084 особи в 1364 домогосподарствах у складі 717 родин. Густота населення становила 734 особи/км².  Було 1488 помешкань (354/км²).
Расовий склад населення:
| - 90,6 % — білих - 3,0 % — чорних або афроамериканців - 1,0 % — корінних американців - 0,7 % — азіатів - 0,1 % — вихідців з тихоокеанських островів |

До двох чи більше рас належало 4,0 %. Частка іспаномовних становила 2,6 % від усіх жителів.
За віковим діапазоном населення розподілялося таким чином: 24,5 % — особи молодші 18 років, 62,7 % — особи у віці 18—64 років, 12,8 % — особи у віці 65 років та старші. Медіана віку мешканця становила 37,1 року. На 100 осіб жіночої статі у селищі припадало 99,7 чоловіків;  на 100 жінок у віці від 18 років та старших — 95,5 чоловіків також старших 18 років.
Середній дохід на одне домашнє господарство  становив 46 924 долари США (медіана — 35 566), а середній дохід на одну сім'ю — 60 407 доларів (медіана — 50 703). Медіана доходів становила 35 383 долари для чоловіків та 37 969 доларів для жінок. За межею бідності перебувало 17,4 % осіб, у тому числі 14,4 % дітей у віці до 18 років та 11,9 % осіб у віці 65 років та старших.
Цивільне працевлаштоване населення становило 1553 особи. Основні галузі зайнятості: освіта, охорона здоров'я та соціальна допомога — 26,4 %, мистецтво, розваги та відпочинок — 17,0 %, роздрібна торгівля — 15,3 %.